# オットーネ
オットーネ（伊: Ottone）は、イタリア共和国エミリア＝ロマーニャ州ピアチェンツァ県にある人口約400人の基礎自治体（コムーネ）。

## 地理

### 位置・広がり

#### 隣接コムーネ
隣接するコムーネは以下の通り。括弧内のALはアレッサンドリア県、GEはジェノヴァ県所属を示す。
- カベッラ・リーグレ (AL)
- カッレーガ・リーグレ (AL)
- チェリニャーレ
- フェッリエーレ
- ゴッレート (GE)
- レッツォアーリオ (GE)
- ロヴェーニョ (GE)
- ツェルバ

### 気候分類・地震分類
オットーネにおけるイタリアの気候分類 (it) および度日は、zona E, 2737 GGである。
また、イタリアの地震リスク階級 (it) では、zona 3 (sismicità bassa) に分類される。

## 行政

### 分離集落
オットーネには、以下の分離集落（フラツィオーネ）がある。
- Artana, Barchi, Belnome, Bertassi, Bertone, Bogli, Campi, Cattribiasca, Croce, Fabbrica, Frassi, Gramizzola, La Cà, Losso, Moglia, Monfagiano, Orezzoli là, Orezzoli qua, Ottone Soprano, Pizzonero, Rettagliata, Rocca Corvi, Santa Maria, Semensi, Suzzi, Tartago, Toveraia, Traschio, Truzzi, Valsigiara